# 帆足杏雨

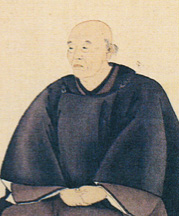
帆足杏雨像　野田青石筆　絹本墨画淡

帆足 杏雨（ほあし きょうう、文化7年4月15日（1810年5月17日） - 明治17年（1884年）6月9日）は、幕末から明治時代に活躍した文人画家である。田能村竹田の高弟。日本最後期の文人画家のひとり。
幼名は熊太郎のち庸平、諱は遠、字を致大、杏雨のほか鶴城・聴秋・半農などと号した。豊後の人。

## 略伝
豊後国大分郡戸次村（現在の大分県大分市）の庄屋の四男として生まれる。帆足家は江戸期を通じて臼杵藩戸次市組の大庄屋を務めた領内でも有数の豪農で、庄屋としての公務の傍ら造酒業で家産を成した。父統度と長兄は、俳諧をたしなみ書画の収蔵家で知られ、居宅に田能村竹田が度々出入していた。杏雨はこのような芸文的な雰囲気の中で育ち、15歳の時に竹田の画塾竹田荘に入門。経学は広瀬淡窓の咸宜園の門戸を叩き、帆足万里にも学んだ。
19歳のとき同門の高橋草坪と大坂に赴き、翌年には上洛。「富春館」を構え、師の田能村竹田のほか、頼山陽、篠崎小竹、浦上春琴らと交遊。天保元年（1830年）、21歳のとき竹田に伴われて京都から豊前の雲華院大含を訪ね、墨竹図を指南された。翌年3月頃に京都の医師小石元瑞の用拙居に寓居。貫名海屋や岡田半江・中林竹洞らと出会う。7月にはいったん帰国。翌年6月、大坂で師竹田が死没。天保9年（1838年）、九州各地を遊歴し、長崎では鉄翁祖門・木下逸雲・来舶清人の陳逸舟らと画論を交えた。
杏雨は表立って国事に奔走することはなかったが、杏雨の甥に当たる勤王の志士で後に初代岩手県知事となる島惟精や美濃大垣藩家老の小原鉄心など尊皇攘夷思想を持つ人物と交流した。
明治10年（1877）、杏雨が68歳のとき、薩軍が梓峠へ侵攻してきた当時に製作した紙本淡彩の山水幅「梓嶺図」（文人画研究会蔵）が現存し、西南戦争の進路を裏付ける史料となっている。70歳の冬に右目を失明するも画作を続け75歳で没した。門弟に小栗布岳 (小栗憲一) ・加納雨蓬・甲斐虎山などがいる。杏雨の影響を受けた画人は多く、大分の文人画（豊後南画）の盛況に貢献した。
竹田の画風を徹底的に倣い、その上で元末四大家の黄公望や明の唐寅や浙派の作品に師法し、50歳以降に雅意に満ちた独自の様式を形成した。

## 代表作
- 「京游詩画帖」 紙本墨画淡彩 1帖 1832-33年 大分市美術館
- 「松陵下舟図」 絹本著色 1865年 京都国立博物館
- 「梅花老屋図」 絹本著色 1866年 京都国立博物館
- 「秋景山水図」 絹本著色 1866年 京都国立博物館
- 「白衣観音像」 紙本墨画淡彩 1幅 1867年 たつの市立龍野歴史文化資料館蔵
- 「耶馬渓青緑山水図」 1872年 ウィーン万国博覧会出品作
- 「夏冬山水図屏風」 絹本金地著色 六曲一双 1875年 大分市美術館

## 著作
- 田能村竹田、帆足杏雨 (校閲)『自畫題語 竹田遺稿』呉橋春、1839年。 NCID BB16541871。 - 全4巻
- 『聴秋閣模古図式 画法書』1846年。
- 「杏雨印譜」『風俗絵巻』図書刊行会〈藝苑叢書〉、1919年。 NCID BB07761312。

## 関連文献
- 小栗憲一 (小栗布岳)『豊絵詩史』1884年。 NCID BN12158303。 - 全3巻
- 帆足進、帆足杏雨『杏雨餘滴』加藤鎮之助、1912年。 NCID BA55419258。 - 全2冊
- 田能村竹田、高橋草坪、帆足杏雨『大分の南画展』大分県立芸術会館; 大分県教育委員会; 大分合同新聞社; NHK大分放送局、大分県立芸術会館、1980年。 NCID BA80169968。
- 田能村竹田、帆足杏雨『豊後南画展 : 竹田、杏雨、そして杏雨の弟子たちへ』大分県立芸術会館; 大分県教育委員会、大分県立芸術会館、1986年。 NCID BA66771377。
- 山本探川、狩野惟信、帆足杏雨『「近代日本の風景画」展 : 静岡県立美術館所蔵』尾西市三岸節子記念美術館、尾西市三岸節子記念美術館、2001年。 NCID BB0582458X。